# アーサー・アーストン (イングランド将校)
サー・アーサー・アーストン（英: Sir Arthur Aston、1590年 - 1649年9月11日）は、清教徒革命（イングランド内戦）期のイングランドの軍人。生涯にわたって兵士をつらぬき、内戦中はイングランド王チャールズ1世を支え続けた。その身の毛もよだつような死に様でも知られる。チェシャーの由緒あるカトリックの家の出。

## 生涯

### 中央ヨーロッパで
同名の父（アバロン領主アーサー・アーストン・シニア）はプロの軍人で、1610年代のロシア出征時にカトリックに改宗し、ポーランド王ジグムント3世から関心と信頼を勝ち取った。父は1621年のトルコ戦争でポーランド王へ英傭兵2000名を派遣することに同意したが、ポーランド行きのほとんどの兵士はデンマーク海峡で引き返し、アーサー・アーストン・ジュニアは1621年に約300名のイギリスやアイルランド兵をポーランドに上陸させた。彼らは後にポーランド王の親衛隊になった。父は1624年に逝去。
アーストンは1627年に少佐に昇進し、スウェーデン・ポーランド戦争で華々しい戦績をあげたが同年にダンツィヒ（グダニスク）近郊でスウェーデン軍に捕らえられた。アルトマルク休戦協定が締結された1629年、アーストンはポーランドを離れ1631年にスウェーデン王グスタフ2世アドルフからイングランド連隊を編成するよう指示された。翌1632年にブリテン島から連隊が到着されたが、マッカイ連隊などのスコットランド部隊には敵わなかった。連隊は病気などで急速に衰退し、アーストンは面目を保つため新たにドイツ兵を募集した。

### イングランド内戦で
アーストンは1640年にブリテン島に戻り、第2次主教戦争では連隊の指揮を執った。しかし、彼がカトリック教徒であることに不信感が根強かったため、指揮官をやめざるを得なかったにもかかわらず、その戦功から爵位を与えられた。
1642年に第一次イングランド内戦が勃発すると、当初チャールズ1世はアーストンの登用をカトリック教徒であることから拒んだが、カンバーランド公ルパートに諭され起用した。クラレンドン伯爵エドワード・ハイドはアーストンが王党派で唯一のカトリック将校だと思っていたが、大佐級以上の少なくとも6人の将校もカトリック教徒だったことが分かっている。アーストンは竜騎兵大将として、エッジヒルの戦いで活躍した。
チャールズ1世がオックスフォードを占領し、戦時中の首都とした時、アーストンはレディングで前哨部隊を指揮していたが、強権をふるっていたため人気はなかった。レディング攻城戦で彼は落ちてきたタイルが頭に当たって負傷し、エセックス伯ロバート・デヴァルー率いる議会派部隊に捕縛された。彼は後に捕虜と引き換えに解放され、軍曹少将になった。ブリストル総攻撃や第一次ニューベリーの戦いにも参戦した。
1643年の終わりにアーストンはオックスフォード領主となったが、彼に対する人気のなさは相変わらずだった。1644年9月に落馬して片脚を失った。チャールズ1世から大豪邸を贈られたが、第一次イングランド内戦中に二度と起用されなかった。1648年にアイルランド軍とアイルランドの王党派の主将になったオーモンド侯ジェームズ・バトラーと合流し、ドロヘダの要港の領主となった。
1649年、議会派の軍人オリバー・クロムウェルがアイルランド侵略を開始、議会軍は清教徒革命で最も鮮烈な出来事であるドロヘダ攻城戦を起こした。市街は総攻撃に遭い、議会派兵により多くの衛兵や市民が虐殺された。橋上での交渉の末、アーストンは降伏したが、金貨を隠しているとの疑惑をもたれたためクロムウェル軍将校によって自身の木製義足で撲殺された。彼の頭からは脳みそが飛び散った。